# Cécile de Suède (1540-1627)
Cecilie Vasa de Suède (en suédois : Cecilia av Sverige), née le 16 novembre 1540 à Stockholm (Suède-Finlande), et morte le 27 janvier 1627 à Bruxelles (Pays-Bas espagnols), est la fille du roi Gustave Ier Vasa, roi de Suède et de la reine Marguerite Lejonhufvud.

## Biographie
Cecilie Vasa épouse en 1564 Christophe II de Bade-Bade, fils de Bernard III, margrave de Bade-Bade, avec qui elle a six enfants :
- Édouard Fortunatus de Bade-Bade, margrave de Bade-Bade
- Christophe Gustave (1566-1609)
- Philippe de Bade-Rodemachern (1567-1620)
- Charles (1569-1590)
- Bernard (1570-1571)
- Jean Charles (1572-1599), il est chevalier de l'ordre de Malte.